# Мельничук Борис Семенович
Мельничук Борис Семенович (02.11.1929 — 04.03.2005) — український радянський громадсько-політичний діяч, кавалер ордена Леніна.

## Біографія
Народився 2 листопада 1929 року у селі Грімешти, нині Бричанський район Республіки Молдова. У 1948 році після закінчення Липканської середньої школи поступив у Кишинівський держуніверситет. Служив у Радянській Армії, вчителював у школах Молдови і України. 
У серпні 1954 року його обрано секретарем парторганізації колгоспу «Ленінський шлях» Новоселицького району Чернівецької області, у березні 1955 року — заступником голови Новоселицького райвиконкому, в травні 1958 року — секретарем Новоселицького райкому КПУ, потім другим секретарем. 
З грудня 1965 року по листопад 1983 року працював першим секретарем Новоселицького райкому КПУ. Обирався депутатом Новоселицької районної, Чернівецької обласної рад, делегатом партійних з'їздів України. 
Помер 4 березня 2005 року, похований у м. Чернівці.

## Нагороди
- Орден Леніна.
- Орден Трудового Червоного Прапора.
- Орден «Знак Пошани».
- Орден Жовтневої Революції.